# Hadern
Hadern ist der Stadtbezirk 20 der bayerischen Landeshauptstadt München.

## Lage

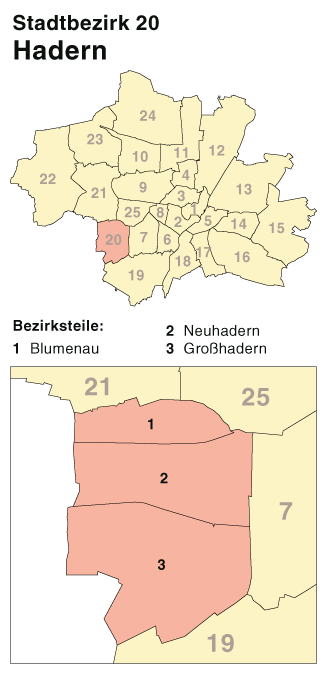
Stadtbezirk Hadern mit Bezirksteilen

Haderns Grenzen verlaufen ungefähr entlang der Forst-Kasten-Allee im Süden, der Fürstenrieder Straße im Osten, der Senftenauerstraße im Norden sowie der Stadtgrenze im Westen. Der größte Friedhof der Stadt, der rund 170 Hektar umfassende Waldfriedhof, nimmt knapp ein Fünftel der gut 922 Hektar messenden Bezirksfläche ein.
Der Bezirk grenzt (aufgezählt im Uhrzeigersinn) an die Stadtbezirke Pasing-Obermenzing und Laim im Norden, Sendling-Westpark im Osten und Thalkirchen-Obersendling-Forstenried-Fürstenried-Solln im Süden sowie die Gemeinden Neuried im Südwesten und Planegg und Gräfelfing im Westen (alle im Landkreis München).

## Unterteilung
Der Stadtbezirk Hadern ist in drei Bezirksteile unterteilt: Blumenau nördlich der Lindauer Autobahn (Ammerseestraße), Neuhadern zwischen Autobahn und Würmtalstraße und Großhadern südlich der Würmtalstraße. Im Bezirksteil Blumenau liegen die Quartiere Blumenau und Kleinhadern, im Bezirksteil Neuhadern die Quartiere Neuhadern, Kurparksiedlung und der alte Ortskern von Kleinhadern. Der Bezirksteil Großhadern enthält mehrere in der 1. Hälfte des 20. Jahrhunderts entstandene Siedlungen und den Waldfriedhof.

## Geschichte

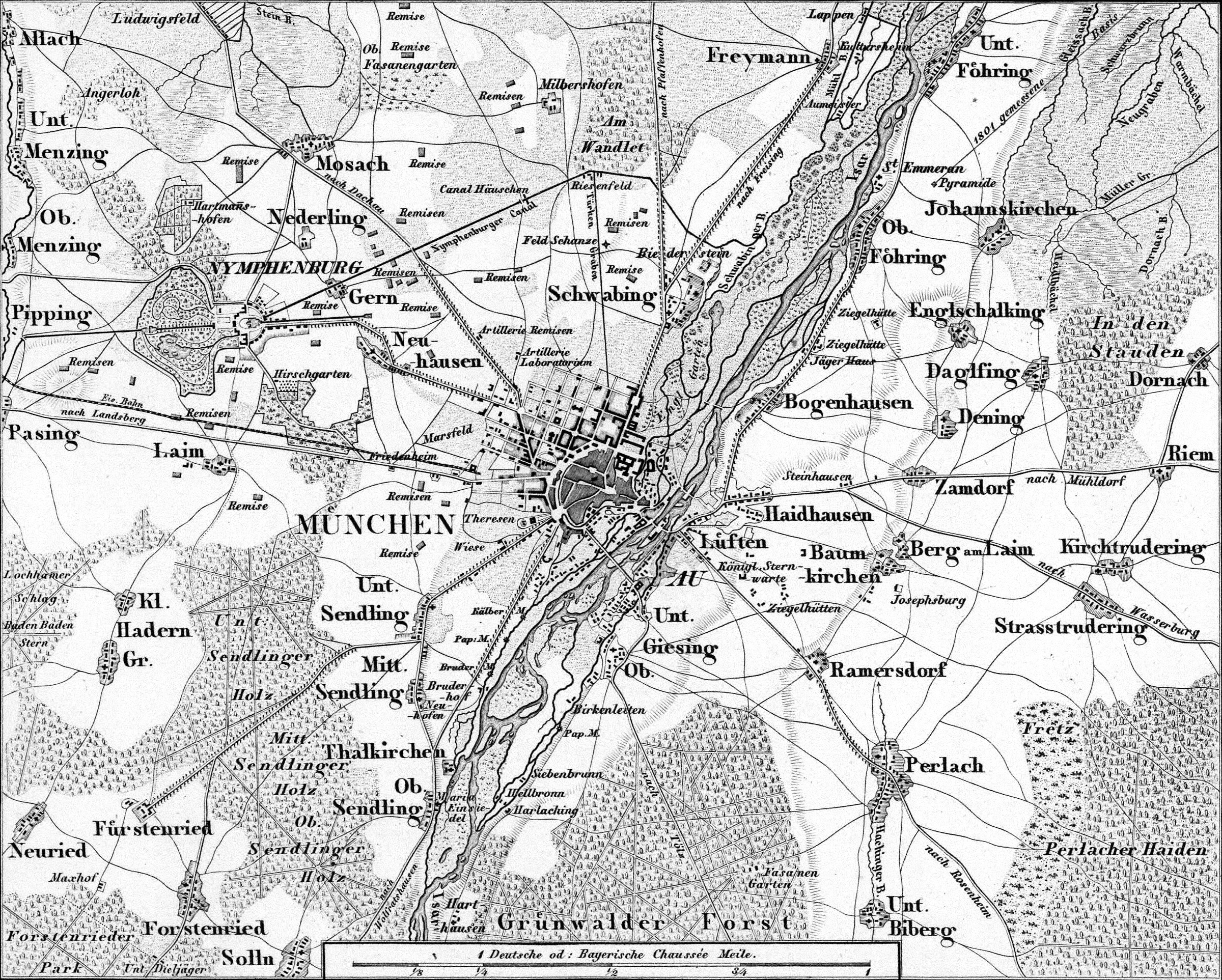
Groß- und Kleinhadern auf einer Karte von 1856

Hadern war ursprünglich ein Bauerndorf und wurde erstmals im 11. Jahrhundert unter dem Namen Harderun erwähnt. Der Name geht auf althochdeutsch Hardaron (‚bei den Waldleuten‘) zurück. Großhadern gehörte zum Kloster Benediktbeuern, Kleinhadern zum Kloster Schäftlarn.
Zwischen 1409 und 1425 wurde das Dorfgericht Hadern zusammen mit weiteren Dorfgerichten (Martinsried, Poschetsried, Neuried und Gräfelfing) mit der Burg Planegg vereinigt.
Da die Ortschaft Großhadern bei der Gemeindebildung im Jahr 1818 zu klein war, um eine eigene Gemeinde zu bilden, kam das landgerichtsunmittelbare Kleinhadern hinzu.

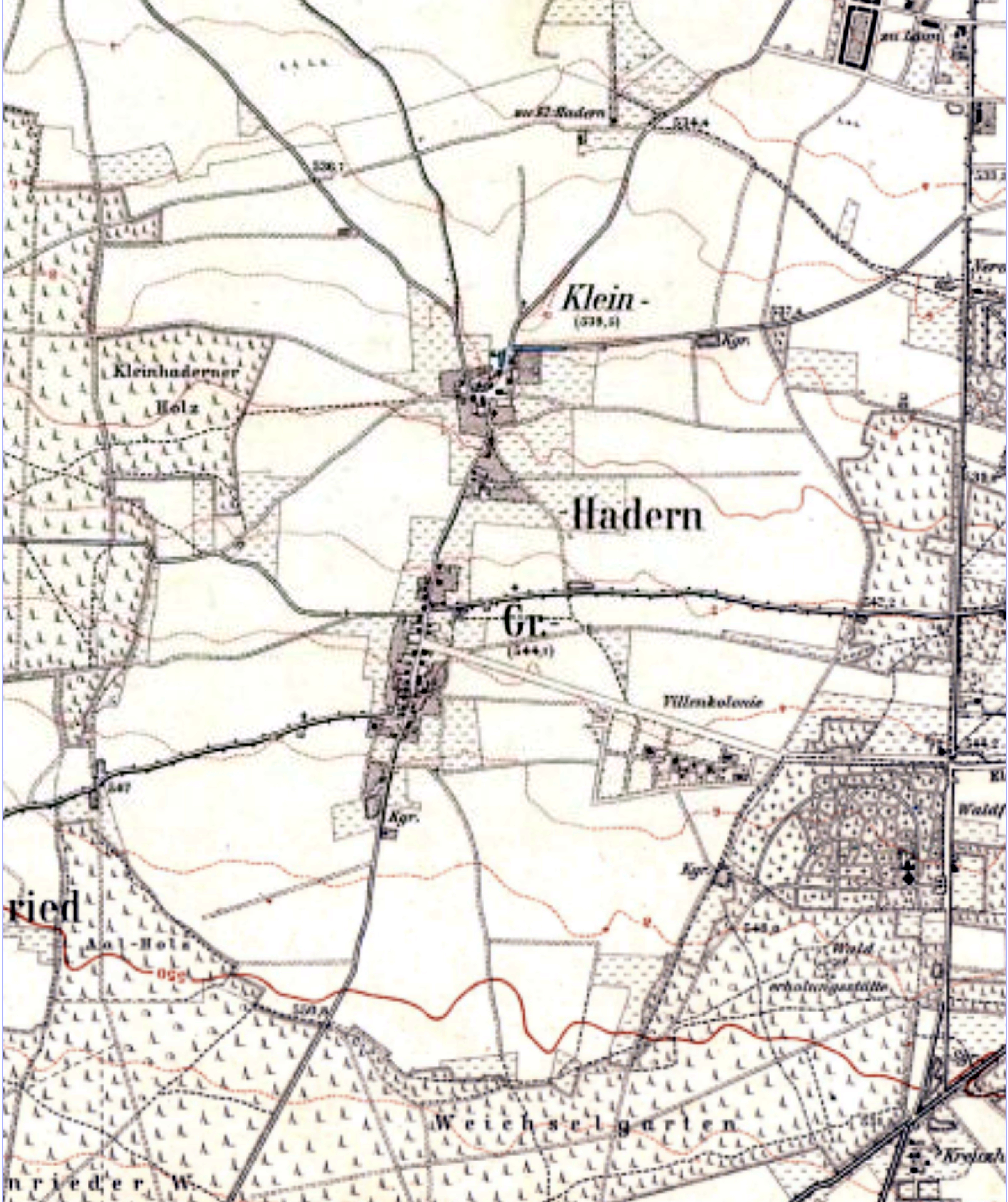
Gemeinde Hadern 1915

Die Gemeinde Großhadern einschließlich der Ortschaft Kleinhadern wurde 1938 zu München eingemeindet. Die Strukturen der ehemaligen bäuerlichen Siedlung sind in Großhadern um den alten Dorfkern noch deutlich auszumachen. In weiten Teilen Haderns bestimmt lockere Einfamilienhausbebauung das städtebauliche Bild. Auf den früher landwirtschaftlich genutzten Flächen wurden nach dem Zweiten Weltkrieg bis in die 1980er Jahre Großwohnanlagen wie die Blumenau oder die Komplexe an der Senftenauerstraße und in Neuhadern mit einem hohen Anteil an Sozialwohnungen gebaut.
Südlich des Klinikums Großhadern entstanden in den letzten Jahren neue Wohnbauten.

## Verkehr

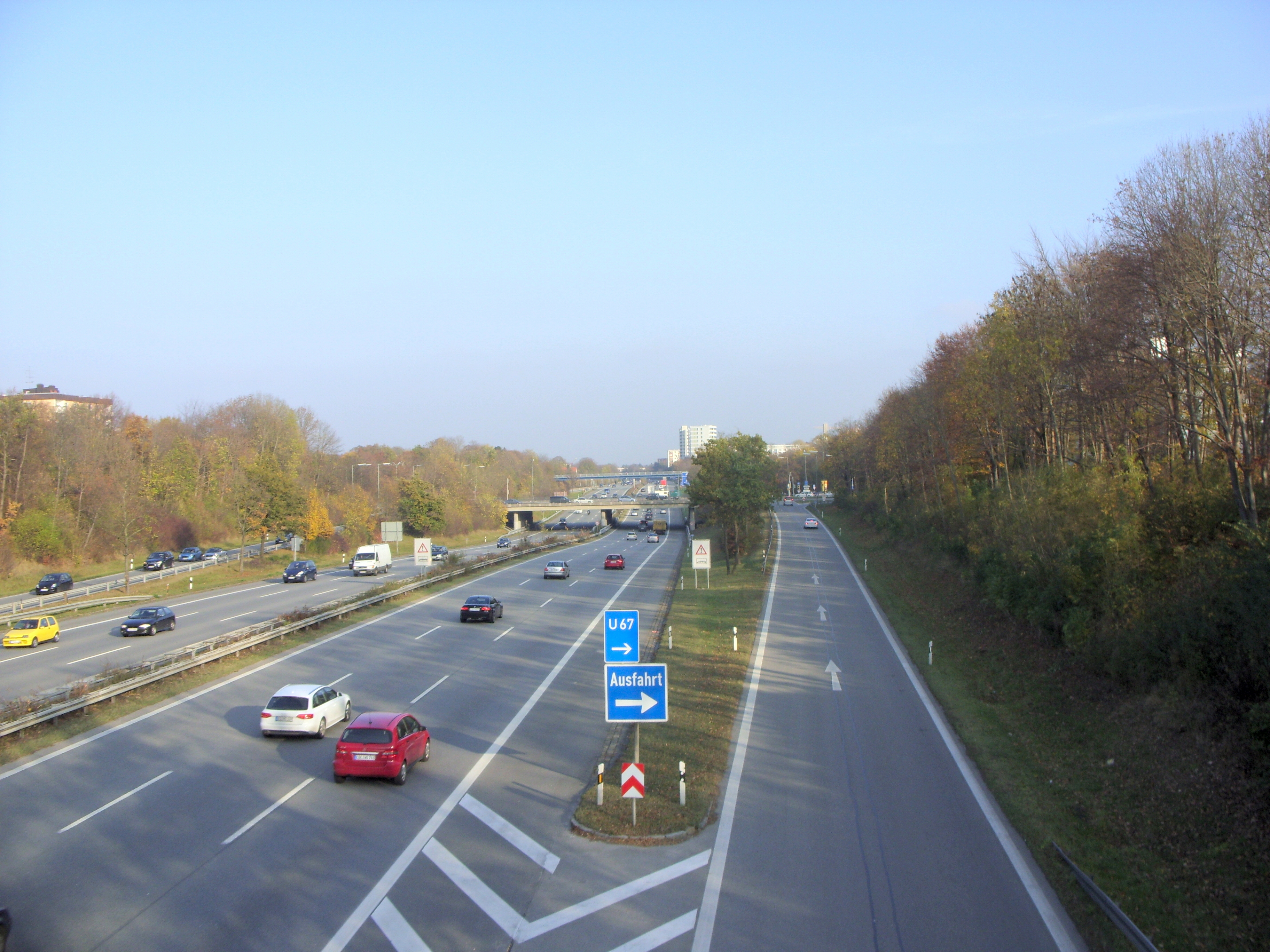
Die A96 durchschneidet das Stadtviertel

Seit der Verlängerung der U-Bahn-Linie U6 zum Klinikum (1993) ist der Bezirk mit öffentlichen Verkehrsmitteln gut erschlossen. Stationen der U6 in Hadern sind Klinikum Großhadern, Großhadern, Haderner Stern und Holzapfelkreuth. Die Linie 18 der Straßenbahn München endet am Gondrellplatz. Buslinien der Münchner Verkehrsgesellschaft verbinden Hadern mit den benachbarten Stadtbezirken und den angrenzenden Gemeinden Planegg, Gräfelfing und Martinsried.
Das Straßenverkehrsnetz wird durch die Bundesautobahn 96 dominiert, die Hadern durchteilt und zwei Ausfahrten (Ausfahrt 37: Großhadern / Blumenau und Ausfahrt 38: Laim) in Hadern bietet. Weitere Achsen in Ost-West-Richtung sind die Guardinistraße und die Würmtal- / Waldfriedhofstraße. Im Südosten begrenzt die Bundesautobahn 95 den Stadtbezirk. In Nord-Süd-Richtung trennt die Fürstenrieder Straße Hadern von Laim bzw. Sendling-Westpark ab. Die Waldwiesen- / Sauerbruchstraße verbinden das Klinikum und die A 96.

## Wirtschaft
Der größte Arbeitgeber Haderns ist die Ludwig-Maximilians-Universität München (LMU). Neben den Einrichtungen der LMU (vor allem dem Klinikum) und denen des Augustinums finden sich in Hadern vornehmlich kleinere Betriebe.

## Öffentliche Einrichtungen
Das Klinikum Großhadern der Ludwig-Maximilians-Universität München ist der größte Krankenhauskomplex Münchens. 1994 wurde das Genzentrum der LMU in Betrieb genommen, 1999 wurde die gesamte chemisch-pharmazeutische Fakultät nach Hadern umgesiedelt. 2004 wurde mit der Aufnahme des Vorlesungs- und Forschungsbetriebs im Department Biologie II des Biozentrums der HighTech CampusLMU zwischen Großhadern und Martinsried weiter ausgebaut. Hier sollen mittel- und langfristig zusätzlich die gesamte biologische Fakultät und weitere naturwissenschaftliche Fakultäten und Institute zusammengeführt werden.

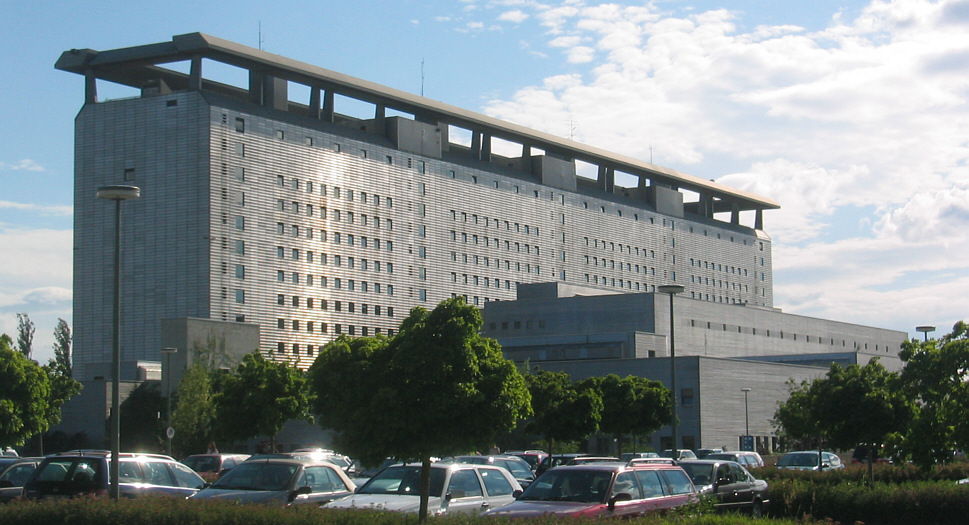
Bettenhaus des Klinikums Großhadern

Mit dem Kinderzentrum des Bezirks Oberbayern und angeschlossener Montessorischule sowie dem Altenwohnstift Augustinum und der Klinik Augustinum München (früher Stiftsklinik Augustinum) sind weitere soziale Einrichtungen im Stadtteil beheimatet.

## Bevölkerungsstruktur
Die soziale Zusammensetzung der Bevölkerung ist geprägt von jüngeren, meist qualifizierten Erwerbstätigen sowie älteren Menschen vor allem in den älteren Sozialbauten und Einfamilienhausquartieren. Der Ausländeranteil in Hadern liegt unter dem Durchschnitt der Stadt.

## Politik
- Grüne: 7
- SPD: 5
- FW/ÖDP: 2
- FDP: 1
- CSU: 8

Der Bezirksausschuss von Hadern wurde zuletzt am 15. März 2020 gewählt. Die Sitzverteilung lautet wie folgt: CSU 8, Grüne 7, SPD 5, FW/ÖDP 2 und FDP 1. Von den 35.179 stimmberechtigten Einwohnern Haderns haben 17.807 von ihrem Wahlrecht Gebrauch gemacht, womit die Wahlbeteiligung bei 50,6 Prozent lag.
Den Vorsitz hat Renate Unterberg (Grüne), vertreten von Irmgard Hofmann (SPD) und Gabriele Radeck (CSU).

## Bildung und Kultur
- Münchner Stadtbibliothek, Stadtteilbibliothek Hadern
- Münchner Volkshochschule, Außenstelle Hadern
- Kultur in Hadern e. V.
- Galerie Richter Masset
- Heiglhoftheater[6]
- Geschichtsverein Hadern[7]

In Hadern finden sich folgende Schulen:
- Grundschule am Hedernfeld
- Grund- und Hauptschule Blumenauer Straße
- Grundschule Senftenauer Straße
- Grundschule Großhaderner Straße
- Grund- und Mittelschule Guardinistraße
- Grundschule Canisiusplatz
- Lukasschule (private Grundschule, Realschule und Gymnasium)
- Derksen-Gymnasium (privates Gymnasium)

## Religiöses Leben

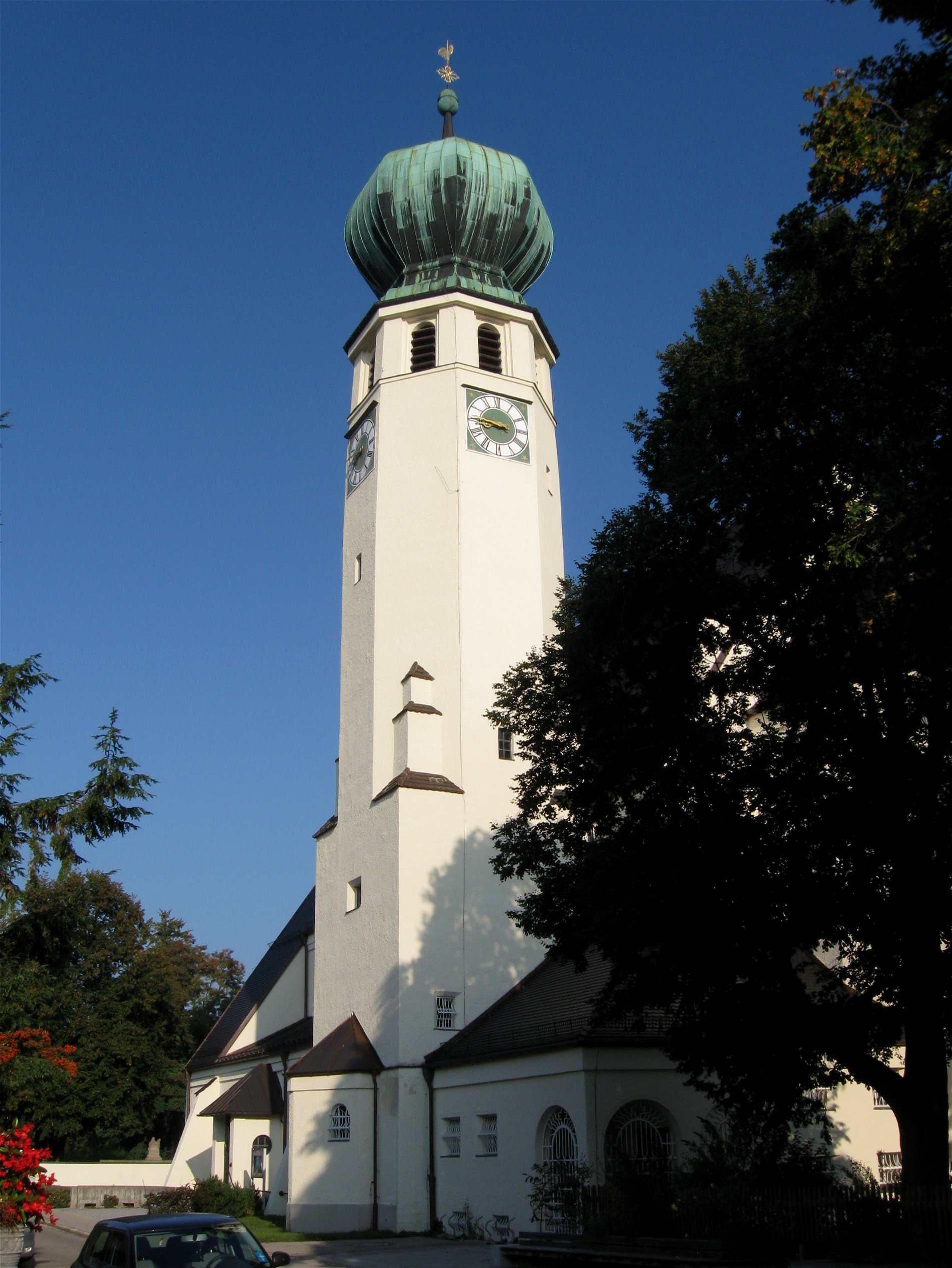
St. Canisius in Hadern

Folgende Kirchen befinden sich in Hadern:
- Pfarrei Erscheinung des Herren, Blumenauer Straße (römisch-katholisch)
- Pfarrei Fronleichnam, Senftenauerstraße (römisch-katholisch)
- Pfarrei St. Ignatius, Guardinistraße (römisch-katholisch)
- Pfarrei St. Canisius, Canisiusplatz (römisch-katholisch), zu der auch die alte Kirche St. Peter gehört

- Simeonsgemeinde, Stiftsbogen, Pfarramt: Veilchenstraße (evangelisch-lutherisch)
- Reformations-Gedächtnis-Kirche, Ebernburgstraße (evangelisch-lutherisch)

- Evangelisch-Freikirchliche Gemeinde München-Hadern

## Sport
In Hadern gibt es zwei Bezirkssportanlagen (eine am Wolkerweg, eine in der Ludwig-Hunger-Straße am Hedernfeld).
Folgende Sportvereine sind in Hadern angesiedelt:
- FC Neuhadern[8]
- TSV Großhadern
- SV Sentilo Blumenau
- FTM München Blumenau[9]
- Münchner Kickers 2015[10]
- München Rugby Football Club

## Baudenkmäler
- Liste der Baudenkmäler in Hadern

## Statistik
(Stand jeweils am 31. Dezember, Einwohner mit Hauptwohnsitz)
| Jahr | Einwohner | davon Ausländer | Einwohner je km² |
| ---- | --------- | --------------- | ---------------- |
| 2000 | 41.689    | 07.526 (18,1 %) | 4.524            |
| 2001 | 41.858    | 07.614 (18,2 %) | 4.542            |
| 2002 | 42.563    | 08.051 (18,9 %) | 4.618            |
| 2003 | 42.823    | 08.364 (19,5 %) | 4.642            |
| 2004 | 43.396    | 08.683 (20,0 %) | 4.704            |
| 2005 | 43.981    | 09.024 (20,5 %) | 4.768            |
| 2006 | 44.993    | 09.218 (20,5 %) | 4.878            |
| 2007 | 46.059    | 09.744 (21,2 %) | 4.993            |
| 2008 | 46.385    | 09.947 (21,4 %) | 5.029            |
| 2009 | 46.490    | 09.973 (21,5 %) | 5.040            |
| 2010 | 46.851    | 10.076 (21,5 %) | 5.079            |
| 2011 | 47.459    | 10.419 (22,0 %) | 5.145            |
| 2012 | 47.949    | 10.914 (22,8 %) | 5.198            |
| 2013 | 48.945    | 11.715 (23,9 %) | 5.306            |
| 2014 | 49.874    | 12.587 (25,2 %) | 5.407            |
| 2015 | 50.257    | 13.198 (26,3 %) | 5.449            |
| 2016 | 50.567    | 13.796 (27,3 %) | 5.482            |
| 2017 | 49.626    | 13.210 (26,6 %) | 5.380            |
| 2018 | 49.898    | 13.598 (27,3 %) | 5.410            |
| 2019 | 50.165    | 14.042 (28,0 %) | 5.439            |
| 2020 | 49.770    | 13.999 (28,1 %) | 5.396            |
| 2021 | 50.290    | 14.727 (29,3 %) | 5.452            |
| 2022 | 51.239    | 15.789 (30,8 %) | 5.555            |
| 2023 | 51.446    | 16.041 (31,2 %) | 5.577            |
| 2024 | 51.637    | 16.427 (31,8 %) | 5.598            |

Quelle mit weiteren Daten